# Finkenherd 6 (Quedlinburg)

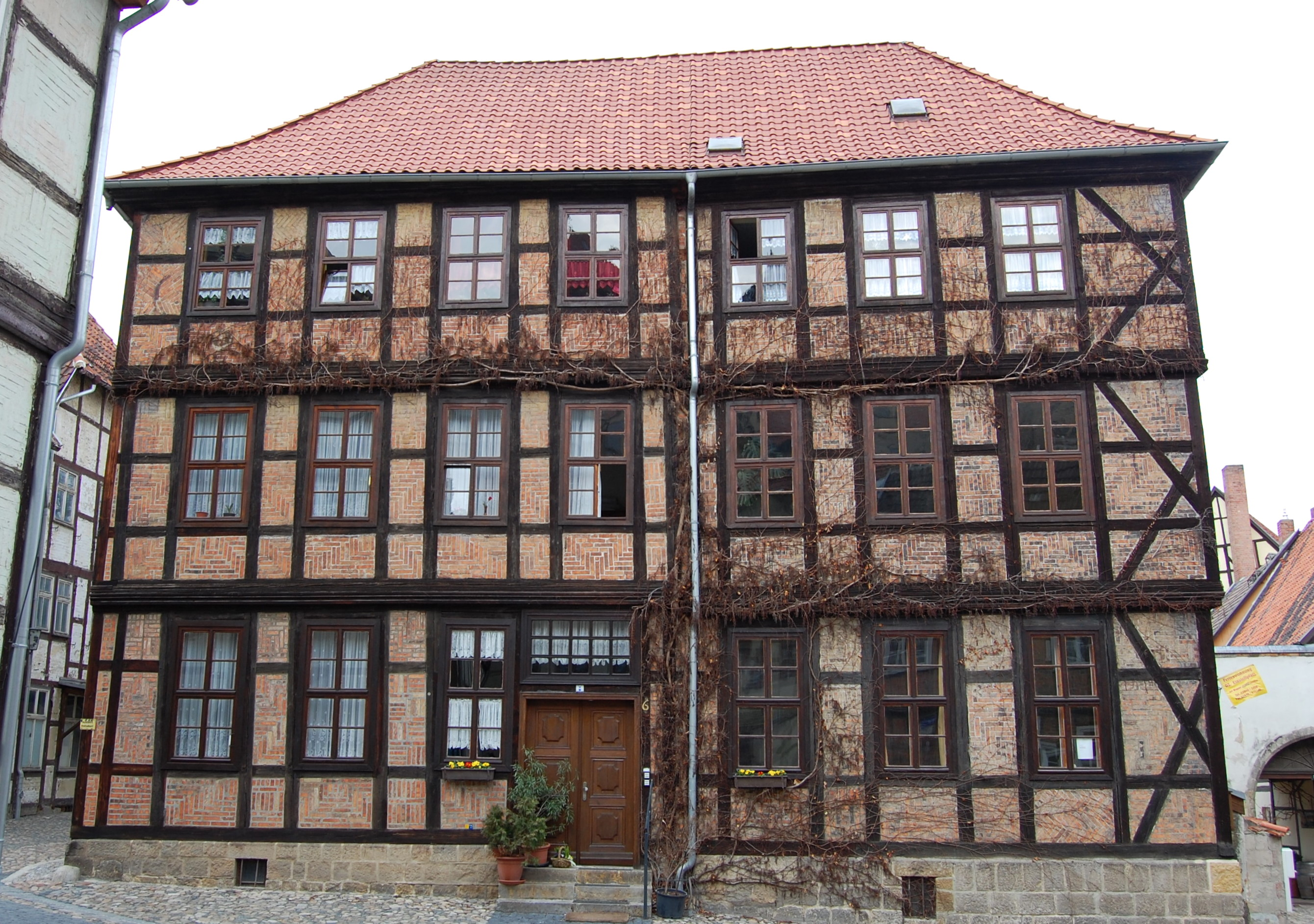
Haus Finkenherd 6

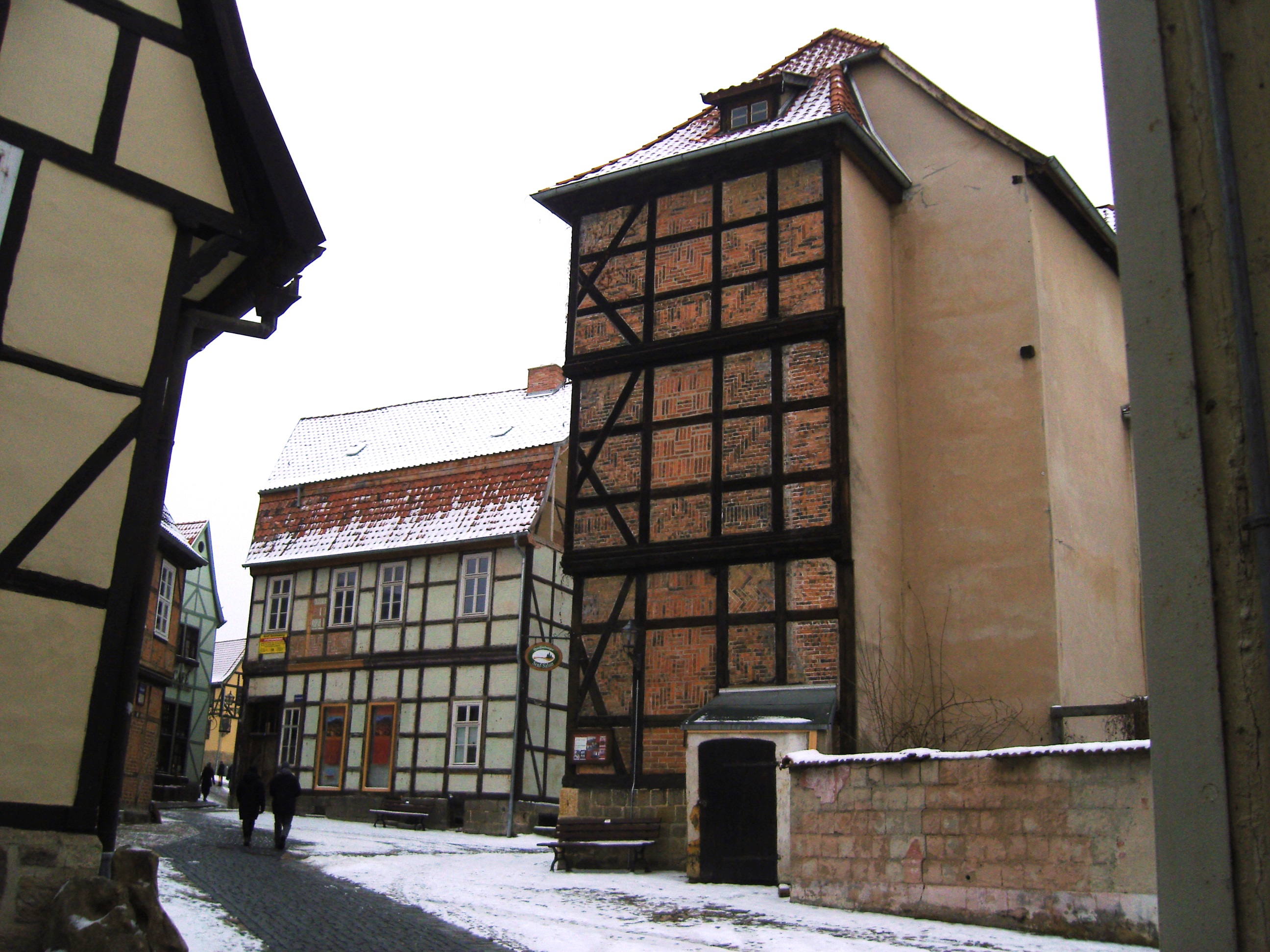
Haus Finkenherd 6 Seitenansicht (rechts); im Hintergrund Finkenherd 4

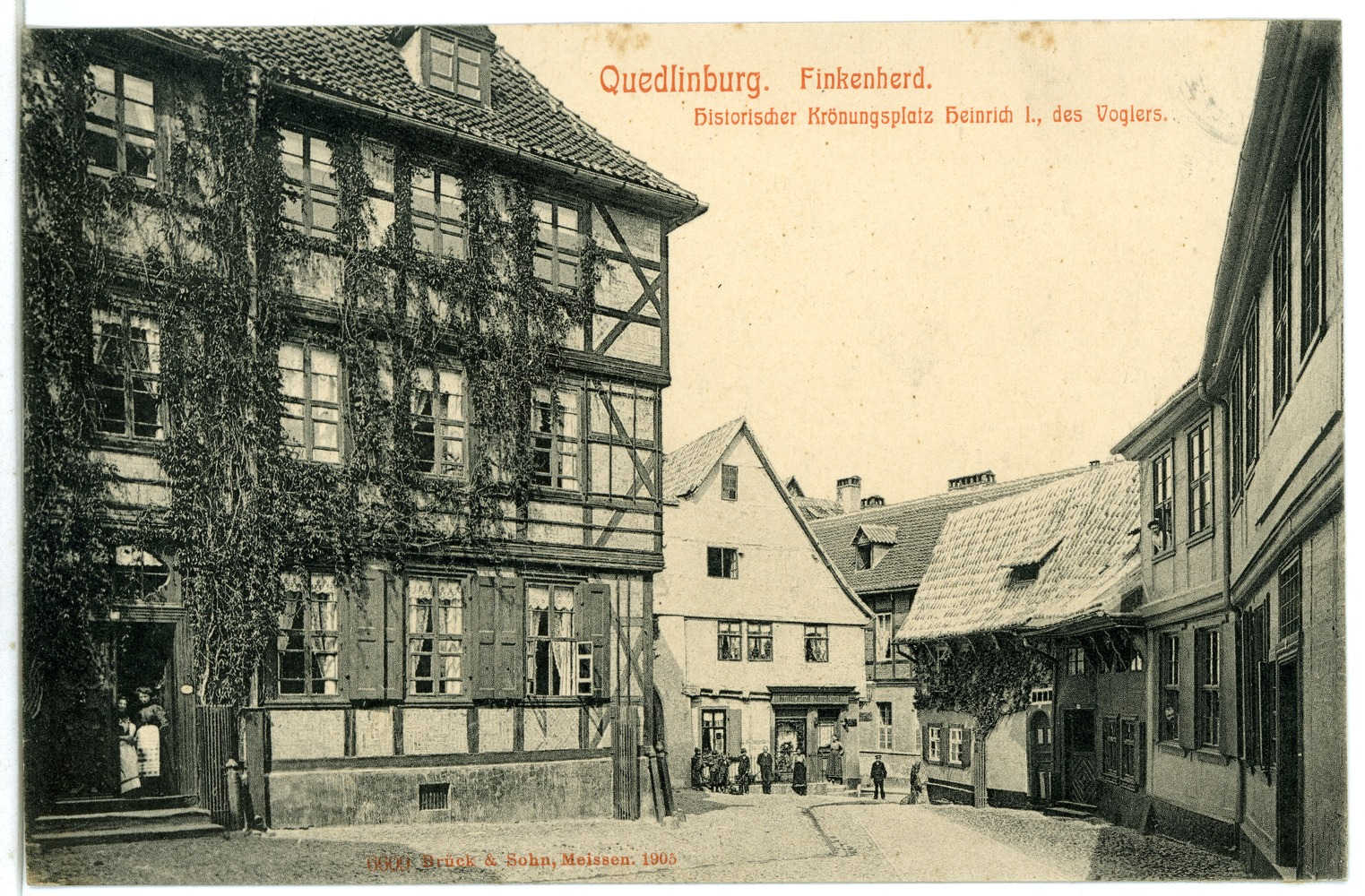
Links das Haus Finkenherd 6 im Jahr 1905

Das Haus Finkenherd 6 ist ein denkmalgeschütztes Gebäude in der Stadt Quedlinburg in Sachsen-Anhalt und gehört zum UNESCO-Weltkulturerbe.

## Lage
Es befindet sich an der Nordseite des Quedlinburger Schlossbergs im Stadtteil Westendorf.
Das Umfeld des Hauses gilt einer Sage nach als die Stelle, an der der Sachsenherzog Heinrich während des Vogelfangs davon Kenntnis erhielt, dass er zum deutschen König gewählt wurde.

## Architektur und Geschichte
Das dreigeschossige, zweiteilige Fachwerkhaus entstand um 1780. Die Gefache sind mit Ziegeln ausgemauert. 1980 erfolgte eine umfangreiche Erneuerung des Gebäudes.
Im örtlichen Denkmalverzeichnis ist das Wohnhaus unter der Erfassungsnummer 094 45879 als Baudenkmal verzeichnet.